# Jōdo Shinshū
Jōdo Shinshū este o școală budistă apărută în secolul al XIII-lea în Japonia, care are la bază învățăturile fondatorului ei, călugărului budist Shinran. Jōdo Shinshū este una dintre cele mai practicate forme ale budismului în Japonia și face parte din Budismul Pământului Pur.